# Список заслуженных тренеров СССР (тяжёлая атлетика)
Почётное спортивное звание, присваивалось в 1956—1992 годах.
| 1956 год |                             |            |                         |            |                 |  |
| 1        | Куценко Яков Григорьевич    | 04.08.1956 |                         | Киев       |                 |  |
| 2        | Спарре Ян Юрьевич           | 04.08.1956 |                         | Москва     |                 |  |
| 3        | Шатов Николай Иванович      | 04.08.1956 |                         | Москва     |                 |  |
| 1957 год |                             |            |                         |            |                 |  |
| 1        | Божко Александр Иванович    | ??.02.1957 |                         |            | Советская Армия |  |
| 2        | Касьяник Моисей Давидович   | ??.02.1957 |                         | Сталинград | «Динамо»        |  |
| 3        | Крылов В. И.                | ??.02.1957 |                         |            | Советская Армия |  |
| 4        | Лучкин Николай Иванович     | ??.02.1957 |                         | Киев       | «Буревестник»   |  |
| 5        | Механик Израиль Бенцианович | ??.02.1957 | ??.??.1909 — ??.??.1989 | Москва     | «Локомотив»     |  |
| 6        | Попов Георгий Владимирович  | ??.02.1957 |                         | Киев       | «Динамо»        |  |
| 7        | Шепелянский Яков Самойлович | ??.12.1957 | ??.??.1899 — ??.??.1967 | Киев       |                 |  |
| 8        | Богдасаров Сурен Петросович | ??.12.1957 |                         | Москва     |                 |  |
| 9        | Кошелев Николай Иванович    | ??.??.1957 |                         |            |                 |  |
| 1958 год |                             |            |                         |            |                 |  |
| 1        | Мамедов Ахмед Мамедович     | ??.??.1958 |                         | Баку       |                 |  |

## 1964
- Воробьёв, Аркадий Никитич
- Медведев, Алексей Сидорович

## 1966
- Балашов, Гавриил Кириллович 26.07.1915 — 14.08.1981[6]
- Роман, Роберт Ансович
- Фрайфельд, Михаил Ефимович 1927

## 1967
- Криницкий, Яков Романович 27.08.1930[7]
- Плюкфельдер, Рудольф Владимирович
- Светличный, Михаил Петрович (тренер) (1919—1985)

## 1968
- Жгенти, Мамия Константинович ?-1980

## 1969
- Комешов, Николай Дмитриевич 12.10.1920 — 23.09.2002[8]

## 1970
- Елизаров, А.А.
- Заблоцкий, Николай Иванович
- Каплунов, В.И.
- Чужин, А.В.

## 1971
- Капцов, Дмитрий Иосифович ?-1988

## 1972
- Стогов, Владимир Степанович

## 1973
- Богдановский, Фёдор Фёдорович
- Пушкарёв, Владимир Владимирович

## 1975
- Зубрилин, Павел Яковлевич

## 1976
- Боровиков, Геннадий Яковлевич
- Нечепуренко, Владимир Алексеевич
- Фараджян, Акоп Нерсесович

## 1977
- Кудюков, Игорь Саввич

## 1978
- Варданян, Сергей Андраникович
- Иткин, Семен Давидович

## 1979
- Прилепин, Александр Сергеевич (снято в 1985)

## 1980
- Арутюнян, Рафик Парсанович
- Бровко, Эдуард Павлович
- Дорохин, Виктор Калистратович
- Лим, Сергей Петрович
- Логвинович, Иван Петрович
- Рысин, Евгений Евгеньевич
- Сандалов, Юрий Анатольевич
- Саркисян, Юрий Погосович
- Снегуров, Николай Николаевич

## 1981
- Кемель, Михаил Петрович 17.8.1928 (снято в 1985)[9]
- Кривонос, Григорий Иванович 13.04.1940 — 02.05.2007[10]

## 1984
- Виласян, Ашот Енокович
- Лобачёв, Анатолий Леонидович
- Науменков, Виктор Павлович
- Рейнбольд, Виктор Венделинович
- Рыков, А. В.
- Сидоров, Александр Артемович

## 1989
- Кодзоев, Ибрагим Абибулатович
- Кузнецов, Виктор Петрович
- Савицкий, Петр Иванович
- Тимерзянов, Ефрат Ахмадеевич 1931—1993

## 1990
- Абрамян, Броно Сумбатович ?.06.1936-1997
- Милитосян, Вардан 1950
- Писаревский, Олег Глебович 1940

## 1991
- Акоев, Владимир Петрович
- Архангородский, Зиновий Семенович 26.4.1931[11]
- Магомадов Адлан Усамович

## 1992
- Алексеев, Василий Иванович
- Мацёха, Михаил Маркович

## неизв
- Аракелян, Оганес Галустович
- Воронин, Александр Никифорович 1951
- Грикуров Иван С.
- Лопатин, Евгений Иванович
- Назаров, Константин Васильевич 1905—1996
- Науменков, Ю
- Поляков, Дмитрий Петрович 1905—1965
- Поляков, Олег
- Рыженков, Владимир Ильич
- Самойлов, Валерий (пауэрлифтинг)